# Camp de vol Les Humbertes
El Camp de vol Les Humbertes és un paratge del terme municipal de Moià, a la comarca del Moianès.
És a l'extrem sud-occidental del terme, a la dreta del torrent Mal i al nord-est de la masia de les Humbertes i del Pla de les Humbertes.
Es tracta d'una antiga zona de bosc que fou rompuda per tal de fer-hi uns camps de conreu.